# Suzuki GS 550 L
Die Suzuki GS 550 L vom Hersteller Suzuki ist ein typischer Vertreter der sogenannten Softchopper-Generation (Bauzeit von 1979 bis 1984). Hervorgegangen aus der erfolgreichen und eher sportlich ausgelegten 550 E hat die 550 L eine verlängerte Gabel, einen Chopperlenker, einen verkleinerten Tank und eine Stufensitzbank. Kürzere Endrohre und eine geänderte Motorcharakteristik ergaben 35 kW und eine Höchstgeschwindigkeit von ca. 160 km/h.
Die 238 kg schwere Maschine besaß einen luftgekühlten 4-Zylinder-Reihenmotor mit rollengelagerter Kurbelwelle und zwei obenliegenden, kettenbetriebenen Nockenwellen. Die Gemischaufbereitung erfolgte in den ersten Baujahren mittels vier einzelner Kolbenschiebervergaser vom Typ Mikuni VM22, später kamen Gleichdruckvergaser auch von Mikuni zum Einsatz. Geschaltet wurde mittels eines Sechsganggetriebes, die Kraft wurde über eine serienmäßige O-Ring-Kette auf das Hinterrad übertragen. Die „L“ hatte, wie ihre sportliche Schwester die „E“ und die Touringvariante „T“ Druckgussfelgen. Das Fahrwerk im verwindungssteifen Stahlrohrrahmen war gutmütig und kurvenwillig ausgelegt. Gebremst wurde mittels Doppelscheibenbremsanlage vorn und einer Scheibe am Hinterrad. Die US-Modelle (GS 550 L) beschränkten sich auf eine Scheibe vorn und Trommelbremse hinten.
Die frühen 4-Zylinder-Suzuki-GS-Modelle und speziell ihre Varianten mit den DOHC-Motoren (Motoren mit zwei obenliegende Nockenwellen), gelten als sehr robust. Ein Grund für diese Langlebigkeit liegt in der Verwendung einer rollengelagerten Kurbelwelle, die selbst bei niedrigsten Druckverhältnissen oder bei zu niedrigem Ölstand noch jederzeit eine ausreichende Schmierung zur Verfügung stellt. 